# Bactrocera axanthinus
Bactrocera axanthinus
 es una especie de díptero que White y Evenhuis describieron por primera vez en 1999. Bactrocera axanthinus pertenece al género Bactrocera de la familia Tephritidae.